# Општина Кладово
Општина Кладово је општина у источној Србији, у Борском округу, у Тимочкој Крајини. Средиште општине је град Кладово. Према подацима са последњег пописа 2022. године у општини је живело 17.435 становника (према попису из 2011. било је 20.635 становника). Општина се граничи са општинама Неготин и Мајданпек, те преко Дунава са Румунијом.

## Демографија
Према попису из 2022. у општини Кладово је било 17.435 становника што је за 3.200 мање (-15,51%) у односу на попис из 2011. када је било 20.635 становника. У општини живи 15.158 пунолетних становника, а просечна старост износи 49,85 година (48,15 код мушкараца и 51,47 код жена).
Према попису из 2022. године, већину становништва општине чинe Срби и сва насељена места су насељена већински српским становништвом.
| Етнички састав према попису из 2022.‍ | Етнички састав према попису из 2022.‍ | Етнички састав према попису из 2022.‍ | Етнички састав према попису из 2022.‍ | Етнички састав према попису из 2022.‍ |
| ------------------------------------ | ------------------------------------ | ------------------------------------ | ------------------------------------ | ------------------------------------ |
|                                      |                                      |                                      |                                      |                                      |
| Срби                                 | Срби                                 |                                      | 15.458                               | 88,66%                               |
| Власи                                | Власи                                |                                      | 487                                  | 2,79%                                |
| Румуни                               | Румуни                               |                                      | 108                                  | 0,62%                                |
| Црногорци                            | Црногорци                            |                                      | 92                                   | 0,53%                                |
| Роми                                 | Роми                                 |                                      | 27                                   | 0,15%                                |
| Македонци                            | Македонци                            |                                      | 22                                   | 0,13%                                |
| Хрвати                               | Хрвати                               |                                      | 13                                   | 0,07%                                |
| Југословени                          | Југословени                          |                                      | 13                                   | 0,07%                                |
| Бугари                               | Бугари                               |                                      | 10                                   | 0,06%                                |
| Остали                               | Остали                               |                                      | 89                                   | 0,51%                                |
| Остали                               | Остали                               |                                      | 3                                    | 0,02%                                |
| Неизјашњени                          | Неизјашњени                          |                                      | 352                                  | 2,02%                                |
| Непознато                            | Непознато                            |                                      | 761                                  | 4,36%                                |

## Насеља
Општину Кладово чини 23 насеља, од којих су два градска насеља.
| Насеље          | Становништво (2011) | Становништво (2022) | Промена (%) |
| --------------- | ------------------- | ------------------- | ----------- |
| Брза Паланка    | 860                 | 646                 | -24,88%     |
| Вајуга          | 437                 | 325                 | -25,63%     |
| Велесница       | 215                 | 257                 | +19,53%     |
| Велика Врбица   | 792                 | 586                 | -26,01%     |
| Велика Каменица | 542                 | 661                 | +21,96%     |
| Грабовица       | 685                 | 450                 | -34,31%     |
| Давидовац       | 534                 | 438                 | -17,98%     |
| Кладово         | 8.869               | 8.171               | -7,87%      |
| Кладушница      | 634                 | 550                 | -13,25%     |
| Корбово         | 740                 | 582                 | -21,35%     |
| Костол          | 961                 | 752                 | -21,75%     |
| Купузиште       | 237                 | 157                 | -33,76%     |
| Љубичевац       | 364                 | 324                 | -10,99%     |
| Мала Врбица     | 782                 | 473                 | -39,51%     |
| Кладово         | 168                 | 118                 | -29,76%     |
| Милутиновац     | 143                 | 104                 | -27,27%     |
| Нови Сип        | 767                 | 588                 | -23,34%     |
| Петрово Село    | 79                  | 41                  | -48,10%     |
| Подвршка        | 981                 | 734                 | -25,18%     |
| Река            | 203                 | 196                 | -3,45%      |
| Речица          | 23                  | 19                  | -17,39%     |
| Ртково          | 827                 | 645                 | -22,01%     |
| Текија          | 792                 | 618                 | -22,81%     |

## Култура
У општини Кладово налазе се следећи споменици
- Античко доба:
  - Тврђава Фетислам културно добро од великог значаја самој обали Дунава западно од Кладова. Мање утврђење је из 1524. године и Велико утврђење, подигнуто између 1717. и 1739. године[5]
  - Тврђава Понтес код села Костол, са остацима из 9.—10., 11—12 и 14. века.[6]
  - Трајанов мост код села Костол, са остацима из 9.—10., 11—12 и 14. века.[6]
  - Тврђава Диана на узвишењу код села Сип[7]
  - Трајанова табла уклесана у стену у Ђердапској доњој клисури, 2,5 km узводно од Текије.[8]
- Споменици из Балканских, Првог и Другог светског рата:[9]:
  - Спомен чесма, у Новом Сипу, посвећена палима у Првом светском рату и НОБ (подигнут 1972)
  - Споменик Кочи Анђелковићу, у Текији, на путу за Кладово, (подигнут 1918)
  - Спомен-чесма посвећена жртвама из Првог светског рата и НОБ (подигнута 1955. године, премештена 1960. године у Нову Текију, у Текији
  - Спомен-биста Стевану Вајмаровићу, у Текији (постављена 1971. године)
  - Спомен-чесма са бистом Светозара Радића посвећена борцима НОБ (подигнута 1972. године)
  - Биста и плоча посвећене жртвама из Првог светског рата и НОБ, у Петровом селу (на Дому културе)
  - Подручја Голубиња и Петровог села су заштићени у целини .